# Ilaria Bianchi
Ilaria Bianchi (Castel San Pietro Terme, 6 gennaio 1990) è una nuotatrice italiana, specialista della farfalla, ed in particolare dei 100 metri. Ha partecipato a quattro Giochi Olimpici, ed è la prima italiana ad aver vinto un titolo mondiale individuale in vasca corta (Istanbul, 2012).

## Carriera
Nel biennio 2005 - 2006 ha avuto successo nella nazionale giovanile: al debutto del 2005 agli europei di Budapest ha vinto la medaglia d'argento con la staffetta 4 × 100 m mista; l'anno dopo a Palma di Maiorca ha vinto ancora un bronzo nei 100 m delfino ed è stata finalista nei 50 m delfino e nella 4 × 100 m mista. Poche settimane dopo ai mondiali giovanili di Rio de Janeiro ha vinto la medaglia d'oro nei 100 m farfalla e l'argento nei 50 m. Nel 2008 ha la soddisfazione di essere convocata ai Giochi olimpici di Pechino, dove migliora il primato italiano per i 100 metri farfalla con il tempo di 58"12 ottenuto in batteria. Il 10 agosto nella semifinale dei 100 metri farfalla viene squalificata per nuotata irregolare nel tentativo di aggiustarsi gli occhialini persi durante la vasca di ritorno.
Ha vinto il suo primo titolo italiano dei 100 m farfalla ai campionati primaverili del 2009; nell'estate dello stesso anno ha nuotato la finale dei 100 m ai Giochi del Mediterraneo di Pescara vincendo la medaglia d'oro e ha partecipato ai campionati del mondo di Roma non superando le batterie. Dalla stagione 2010/2011 è entrata a far parte del gruppo sportivo Fiamme Azzurre, il Gruppo Sportivo della Polizia Penitenziaria. Ha vinto 9 titoli italiani assoluti primaverili consecutivamente, dal 2009 al 2018 nei 100 m farfalla.
Ai Campionati Europei di Debrecen 2012 conquista la medaglia d'argento nella staffetta 4x100 mista insieme ad Arianna Barbieri, Chiara Boggiatto ed Alice Mizzau e il 29 luglio 2012 stabilisce il nuovo record italiano, durante la finale dei 100 m farfalla ai Giochi Olimpici di Londra 2012 con il tempo di 57'’27, gara nella quale ottiene il quinto posto finale, miglior risultato di sempre di una farfallista italiana alle Olimpiadi. Il 16 dicembre 2012 si laurea campionessa del mondo per la prima volta in carriera, vincendo la medaglia d'oro nei 100 farfalla ai campionati mondiali di nuoto in vasca corta, a Istanbul: diventa la prima nuotatrice italiana a vincere un titolo mondiale individuale in vasca corta.
Nel 2017 vince la medaglia d’argento ai campionati Europei di vasca corta a Copenaghen nei 200 farfalla, con il nuovo record italiano: 2’04,22.
Ripete l’impresa anche due anni dopo, nel 2019 durante il campionato europeo di vasca corta a Glasgow dove lima ancora il suo record italiano nei 200 farfalla: 2’04”20, con una lotta all’ultima bracciata con la “Lady di ferro” Katinka Hosszu.
Nel 2018, dopo 6 anni, a Roma al Foro Italico scende sotto il suo stesso record italiano nel 100 farfalla con il tempo di 57.22.
Ha partecipato alla prima stagione dell’International Swimming League nel 2019 gareggiando nelle tappe di Indianapolis, Londra e Napoli.
Attualmente si allena a Bologna con Arianna Barbieri, Costanza Cocconcelli e Lorenzo Mora.

## Palmarès
| Giochi olimpici              | 50 m farfalla         | 100 m farfalla                                  | 200 m farfalla  | 4×100 m mista                      |                           |
| 2008 Pechino Cina            | ---                   | 7º in batteria 58"12 squal.in semifinale "      | ---             | 14ª - 4'04"93 frazione: 58"09      |                           |
| 2012 Londra Regno Unito      | ---                   | 5ª 57"27                                        | ---             |                                    |                           |
| Campionati del mondo         | 50 m farfalla         | 100 m farfalla                                  | 200 m farfalla  | 4×100 m mista                      |                           |
| 2009 Roma Italia             | ---                   | 22ª in batteria 58"81                           | ---             | squal. in batteria frazione: 58"77 |                           |
| 2011 Shanghai Cina           | ---                   | 34ª in batteria 1'00"36                         | ---             | 14ª - 4'04"74 frazione: 59"05      |                           |
| 2013 Barcellona Spagna       | 19ª in batteria 26"63 | 6ª 58"11                                        | ---             | 8ª - 4'01"07 staffetta squal.      |                           |
| Mondiali in vasca corta      | 50 m farfalla         | 100 m farfalla                                  | 200 m farfalla  | 4×100 m mista                      |                           |
| 2012 Istanbul Turchia        | ---                   | Oro 56"13                                       | ---             | ---                                |                           |
| 2018 Hangzhou Cina           | ---                   | ---                                             | ---             | Bronzo: 3'51"38                    |                           |
| Europei                      | 50 m farfalla         | 100 m farfalla                                  | 200 m farfalla  | 4×100 m mista                      | 4×100 m misti mista       |
| 2012 Debrecen Ungheria       | 7º in finale 26"55    | 1ª in batteria 58"31 squalificata in semifinale | ---             | Argento 4'01"92 (fraz. 57"45)      | ---                       |
| 2014 Berlino Germania        | 18º in batteria 27"01 | Bronzo 57"71                                    | ---             | 5ª - 3'59"62 frazione: 57"60       | ---                       |
| 2016 Londra Regno Unito      | ---                   | Bronzo 57"52                                    | ---             | Argento 4'00"73 (fraz. 58"36)      | Argento nuota in batteria |
| 2022 Roma Italia             | ---                   | ---                                             | ---             | ---                                | Argento 3'43"61           |
| Europei in vasca corta       | 50 m farfalla         | 100 m farfalla                                  | 200 m farfalla  | 4×50 m misti                       | 4×50 m misti mista        |
| 2011 Stettino Polonia        | ---                   | Bronzo 57"42                                    | ---             | 5ª - 1'49"00 frazione: 26"31       | ---                       |
| 2012 Chartres Francia        | ---                   | Oro 56"40                                       | ---             | ---                                | ---                       |
| 2013 Herning Danimarca       | ---                   | 6ª - 57"19                                      | ---             | ---                                | Bronzo 1'39"68            |
| 2017 Copenaghen Danimarca    | ---                   | ---                                             | Argento 2'04"22 | ---                                | ---                       |
| 2019 Glasgow Regno Unito     | ---                   | ---                                             | Argento 2'04"20 | ---                                | ---                       |
| 2021 Kazan Russia            | ---                   | ---                                             | Bronzo 2'05"43  | ---                                | ---                       |
| Giochi del Mediterraneo      | 50 m farfalla         | 100 m farfalla                                  | 200 m farfalla  | 4×100 m mista                      |                           |
| 2009 Pescara Italia          | ---                   | 4ª 59"88                                        | ---             | ---                                |                           |
| 2013 Mersin Turchia          | ---                   | Oro 58"63                                       | ---             | ---                                |                           |
| 2022 Orano Algeria           | ---                   | Bronzo 59"06                                    | ---             | Oro 4'04"65                        |                           |
| Mondiali giovanili           | 50 m farfalla         | 100 m farfalla                                  | 200 m farfalla  | 4×100 m mista                      |                           |
| 2006 Rio de Janeiro Brasile  | Argento 27"45         | Oro 59"47                                       | ---             | ---                                |                           |
| Europei giovanili            | 50 m farfalla         | 100 m farfalla                                  | 200 m farfalla  | 4×100 m mista                      |                           |
| 2005 Budapest Ungheria       | ---                   | 13ª in semifinale 1'03"29                       | ---             | Argento: 4'15"10 frazione: 1'01"96 |                           |
| 2006 Palma di Maiorca Spagna | 5ª 27"91              | Bronzo 1'01"05                                  | ---             | 8ª - 4'21"05 frazione: 1'04"41     |                           |

### Campionati italiani
26 titoli individuali e 1 in staffetta:
- 1 nei 50 m stile libero
- 1 nei 50 m farfalla
- 24 nei 100 m farfalla
- 1 nella 4x50 m misti

| Anno | Edizione    | stile libero 50 m | stile libero 100 m | farfalla 50 m | farfalla 100 m | farfalla 200 m | misti 100 m | misti 4x50 m |
| ---- | ----------- | ----------------- | ------------------ | ------------- | -------------- | -------------- | ----------- | ------------ |
| 2006 | Primaverili | -                 | -                  | 3             | -              | -              | -           | -            |
| 2007 | Primaverili | -                 | -                  | -             | 2              | -              | -           | -            |
| 2008 | Primaverili | -                 | -                  | 3             | 2              | -              | -           | -            |
| 2008 | Invernali   | -                 | -                  | 2             | -              | -              | -           | -            |
| 2009 | Primaverili | -                 | -                  | -             | 1              | -              | -           | -            |
| 2009 | Estivi      | -                 | -                  | -             | 2              | -              | -           | -            |
| 2010 | Estivi      | -                 | -                  | 3             | 3              | -              | -           | -            |
| 2010 | Invernali   | -                 | -                  | 2             | -              | -              | -           | -            |
| 2011 | Primaverili | -                 | -                  | 3             | 1              | -              | -           | -            |
| 2011 | Estivi      | -                 | -                  | 3             | 1              | -              | -           | -            |
| 2011 | Invernali   | -                 | -                  | 3             | 2              | -              | -           | -            |
| 2012 | Primaverili | -                 | -                  | 3             | 1              | -              | -           | -            |
| 2012 | Invernali   | -                 | -                  | 1             | 1              | -              | -           | -            |
| 2013 | Primaverili | 1                 | -                  | 2             | 1              | -              | -           | -            |
| 2013 | Invernali   | -                 | -                  | 3             | 1              | -              | -           | -            |
| 2014 | Primaverili | -                 | -                  | -             | 1              | -              | -           | -            |
| 2014 | Estivi      | -                 | 3                  | 3             | -              | -              | -           | -            |
| 2014 | Invernali   | -                 | -                  | -             | 1              | -              | -           | -            |
| 2015 | Primaverili | -                 | -                  | 3             | 1              | -              | -           | -            |
| 2015 | Invernali   | -                 | -                  | 3             | 1              | -              | -           | -            |
| 2016 | Primaverili | -                 | -                  | 3             | 1              | -              | -           | -            |
| 2016 | Invernali   | -                 | -                  | 3             | 1              | -              | -           | -            |
| 2017 | Primaverili | -                 | -                  | -             | 1              | -              | -           | -            |
| 2017 | Estivi      | -                 | -                  | -             | 1              | -              | -           | -            |
| 2017 | Invernali   | -                 | -                  | 2             | 1              | 2              | 3           | -            |
| 2018 | Primaverili | -                 | -                  | 2             | 1              | 2              | -           | -            |
| 2018 | Estivi      | -                 | -                  | 2             | 1              | -              | -           | -            |
| 2018 | Invernali   | -                 | -                  | 2             | 2              | 2              | -           | 1            |
| 2019 | Primaverili | -                 | -                  | -             | 2              | -              | -           | -            |
| 2019 | Estivi      | -                 | -                  | -             | 1              | -              | -           | -            |
| 2019 | Invernali   | -                 | -                  | 3             | 2              | -              | -           | -            |
| 2020 | Estivi      | -                 | -                  | 3             | 1              | -              | -           | -            |
| 2020 | Invernali   | -                 | -                  | -             | 1              | -              | -           | -            |
| 2021 | Primaverili | -                 | -                  | -             | 2              | -              | -           | -            |
| 2021 | Invernali   | -                 | -                  | -             | 3              | -              | -           | -            |
| 2022 | Primaverili | -                 | -                  | -             | 2              | -              | -           | -            |
| 2022 | Estivi      | -                 | -                  | -             | 1              | -              | -           | -            |
| 2022 | Invernali   | -                 | -                  | -             | 1              | -              | -           | -            |
| 2023 | Primaverili | -                 | -                  | -             | 1              | -              | -           | -            |
| 2024 | Primaverili | -                 | -                  | -             | 2              | -              | -           | -            |

## Primati personali (vasca lunga)
| Distanza       | Tempo   | Anno |
| -------------- | ------- | ---- |
| 50 m farfalla  | 26"43   | 2018 |
| 100 m farfalla | 57"22   | 2018 |
| 200 m farfalla | 2'08"33 | 2018 |
| 100 m s.l.     | 55"59   | 2014 |

## International Swimming League
| Stagione 2019   | Stagione 2020 | Stagione 2021 |
| --------------- | ------------- | ------------- |
| Aqua Centurions | -             | London Roar   |

## Onorificenze
- Stella di bronzo al Merito Sportivo, 2013[1]